# すべては愛のために
『すべては愛のために』（原題: Beyond Borders）は、2003年公開のアメリカ映画。裕福なイギリス人と結婚したサラとエチオピアやカンボジアなど貧困な地域で活動する医者ニックとの愛と感動のドラマ。

## ストーリー
イギリス人と結婚して、ロンドン郊外に家庭をもつ、アメリカ人のサラは、平和な何一つ不自由のない生活をおくっていた。ある日、パーティの会場に、難民への援助を求めるために乱入してきたニックが告げる難民救済の実状とやせ細ったエチオピア難民の少年に、サラは心を打たれる。そして、勤務していたアートギャラリーを辞め、難民支援の為の食料を自費で買い込み、ニックたちが救援活動を行っているエチオピアへ、向かうのだった。サラは、そこで内戦と旱魃で疲弊した大地に、避難民のあふれる衝撃的な実態に触れる。そして、彼女は、ロンドンへ帰ると、UNHCR（国連難民高等弁務官事務所）で、難民救済のために働き始める。一方、サラの夫のヘンリーは、ロンドンのシティー（金融街）のバブル崩壊で仕事を失ってしまう。
やがて、エチオピアから追い出されたニックたちは、クメール・ルージュと政府軍の内戦が続くカンボジアのタイ国境地帯で難民救援活動をはじめる。ニックの仲間の一人に、ロンドンで会ったサラは、ニックたちが支援を必要としていることを知り、UNHCRの援助物資とともに、直接、カンボジアを訪れる。サラとニックは、お互いの愛を確認するのだが、サラの家庭の事もあり、いっしょにはなれないと分かれる。
しかし、それから数年後、チェチェンで救援活動を行っていたニックが行方不明となった、という知らせを受けると、サラは、ニックをみつけねばならないと、非常に危険であるというチェチェンへ、同僚たちの助言をも顧みずにおもむくのだった。

## キャスト
※括弧内は日本語吹替
- サラ・ジョーダン・ボーフォード: アンジェリーナ・ジョリー（坪井木の実）

ロンドン郊外で家庭をもつ一児の母。アートギャラリーに勤めていたが、ニックの告げた難民救済活動の実状を知り、心を打たれる。難民救済活動の世界へ入っていく。映画の中では、サラは、UNHCRのロンドン事務所のスポークスパーソンだが、アンジェリーナ・ジョリーは、2001年以降、UNHCRの親善大使を務めていて、UNHCRのスポークスパーソン的な事もやっている。
- ニック・キャラハン: クライヴ・オーウェン（大塚芳忠）

医師。NGO救援活動チームのリーダー。ヘンリーの父（慈善団体のボス)の資金集めのパーティに、エチオピア人難民の少年を連れて乱入して、難民救援活動への支援を訴える。
- ヘンリー・ボーフォード: ライナス・ローチ（大滝寛）

サラの夫。難民救援活動に注力する妻を理解できないでいる。シティーのバブル崩壊で、仕事を失ってしまう。
- シャーロット・ジョーダン: テリー・ポロ（深水由美）

サラの姉。ニュースキャスターを務めている。
- エリオット・ハウザー: ノア・エメリッヒ（安井邦彦）

ニックの友人であり、NGO救援活動チームの一員。サラの難民救済活動を支援する。
- その他の日本語吹き替え：西村知道／石川ひろあき／斉藤瑞樹／森谷恵利／山口眞弓／加藤木賢志／佐々木省三／新垣樽助／大塚智則／桜澤凛